# Interstate TDR
O Interstate TDR foi um veículo aéreo não tripulado - conhecido na época como "drone de assalto" - desenvolvido pela Interstate Aircraft and Engineering Corporation durante a Segunda Guerra Mundial para uso pela Marinha dos Estados Unidos. Capaz de ser armado com bombas ou torpedos, 2000 aeronaves foram encomendadas, mas apenas cerca de 200 foram construídas. O modelo foi usado na Guerra do Pacífico contra os japoneses, mas devido a problemas de desenvolvimento a aeronave, além do sucesso das operações utilizando armas convencionais, foi posteriormente tomada a decisão de cancelar o programa, em Outubro de 1944.

## Projeto e desenvolvimento
Em 1936, o Tenente comandante Delmar S. Fahrney propôs que aeronaves não tripuladas e controladas remotamente teriam um uso em potencial nas operações de combate da Marinha dos Estados Unidos. Devido a limitações de tecnologia da época, o desenvolvimento de um "drone de assalto" tinha baixa prioridade, mas no início da década de 1940 com o desenvolvimento do radioaltímetro e da televisão tornaram o projeto uma realidade capaz de ser alcançada, após testes utilizando aeronaves tripuladas, o primeiro teste operacional de um drone contra um alvo naval foi conduzido em Abril de 1942. Naquele mesmo mês, após testes do drone Naval Aircraft Factory TDN, a Interstate Aircraft recebeu um contrato da Marinha para dois protótipos e 100 aeronaves com um melhor e mais simples projeto, a ser designado TDR-1.
O controle do TDR-1 era conduzido ou por uma aeronave de controle, normalmente um Grumman TBF Avenger, com o operador visualizando através de uma tela a visão de uma câmara instalada no drone, juntamente com a leitura do rádioaltímetro da aeronave, ou através de um piloto a bordo do TDR-1 para voos de teste. Motorizado com dois motores Lycoming O-435-2 de 220 hp (164 kW) cada, o TDR-1 utilizava um desenho simples, com uma estrutura de tubos de aço construído pela fabricante de bicicletas Schwinn cobertos com madeira moldada, fazendo pouco uso de materiais estratégicos, não impedindo a produção de aeronaves de maior prioridade. Capaz de ser pilotado (opcionalmente) para voos de teste, uma carenagem aerodinâmica era utilizada para cobrir a cabine de pilotagem durante missões operacionais. O TDR-1 foi equipado com um trem de pouso triciclo fixo que seria lançado fora após a decolagem para um melhor desempenho.

## Histórico operacional

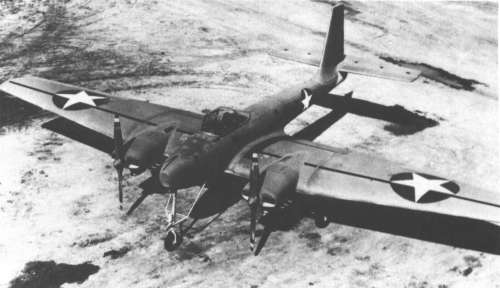
Interstate XBQ-4

Sob o codinome Operation Option, a Marinha projetou que até 18 esquadrões de drones de assalto seriam formados, com 162 aeronaves de controle Grumman TBF Avenger e 1000 drones. Entretanto, dificuldades técnicas no desenvolvimento do TDR-1, combinada com uma baixa prioridade dada ao projeto, fizeram com que o contrato foisse modificado e reduzido para um pedido de apenas 300 aeronaves. Um único TDR-1 foi testado pelas Forças Aéreas do Exército dos Estados Unidos como XBQ-4, mas nenhum contrato resultou deste teste.
Em 1944, sob o controle da Special Air Task Force (SATFOR), o TDR-1 foi enviado operacionalmente para o Sul do Oceano Pacífico para operações contra os japoneses. As aeronaves TDR-1 equipavam um esquadrão misto (Special Air Task Group 1) juntamente com aeronaves de controle TBM Avenger, e a primeira missão operacional ocorreu em 27 de Setembro, conduzindo operações de bombardeio contra navios japoneses. Apesar do sucesso operacional nesta missão, o programa já havia sido cancelado após a produção de 189 TDR-1, devido à combinação de problemas técnicos, o não cumprimento das expectativas e o fato de que armas convencionais estavam provando ser adequadas para derrotar o Império do Japão. A última missão foi realizada em 27 de Outubro, com 50 drones tendo sido usados em operações com 31 aeronaves atingindo com sucesso seus alvos e sem perdas de pilotos do STAG-1. Após a guerra, alguns TDR-1 foram convertidos para operação como aeronave desportiva.

## Variantes
- XTDR-1 - Dois protótipos.[1]

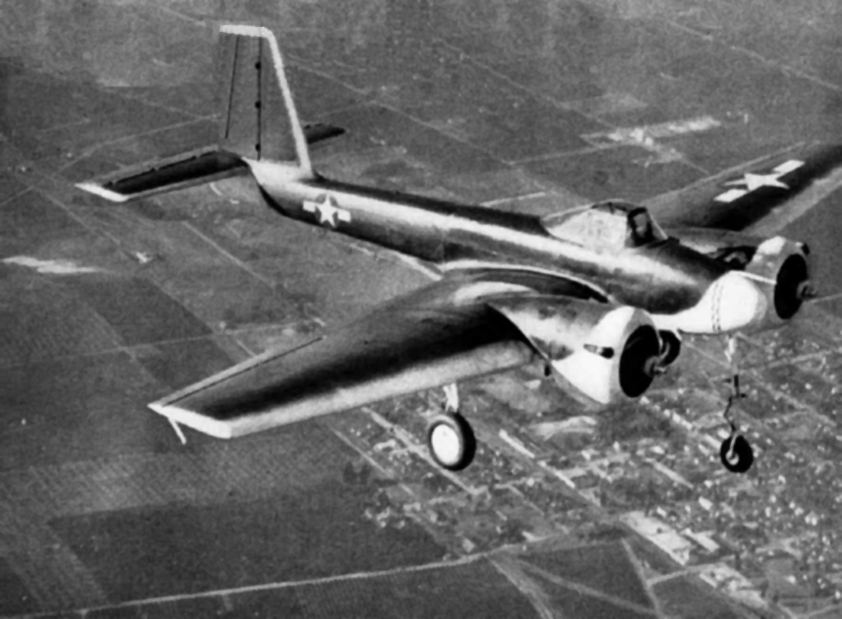
Interstate XTD3R

- TDR-1 - Versão de produção do XTDR-1, 189 aeronaves produzidas.[1]
- XTD2R-1 - Variante com dois motores Franklin O-805-2, dois protótipos pedidos mas cancelados em favor do TD3R.[1]
- XTD3R-1 - Variante com motores radiais Wright R-975, três protótipos construídos.[1]
- XTD3R-2 - Variante do XTD3R-1, um protótipo.[1]
- TD3R-1 - Versão de produção do XTD3R-1, 40 aeronaves pedidas, mas cancelado.[1]
- XBQ-4 - Designação do exército para o TDR-1. Uma aeronave convertida do TDR-1.[1]
- XBQ-5 - Designação do exército para o XTD2R-1. Designação reservada, mas nenhuma aeronave foi pedida.[1]
- XBQ-6 - Designação do exército para o XTD3R. Nenhuma aeronave produzida.[1]
- BQ-6A - Designação do exército para o TD3R-1. Nenhuma aeronave produzida.[1]

## Operadores
Estados Unidos

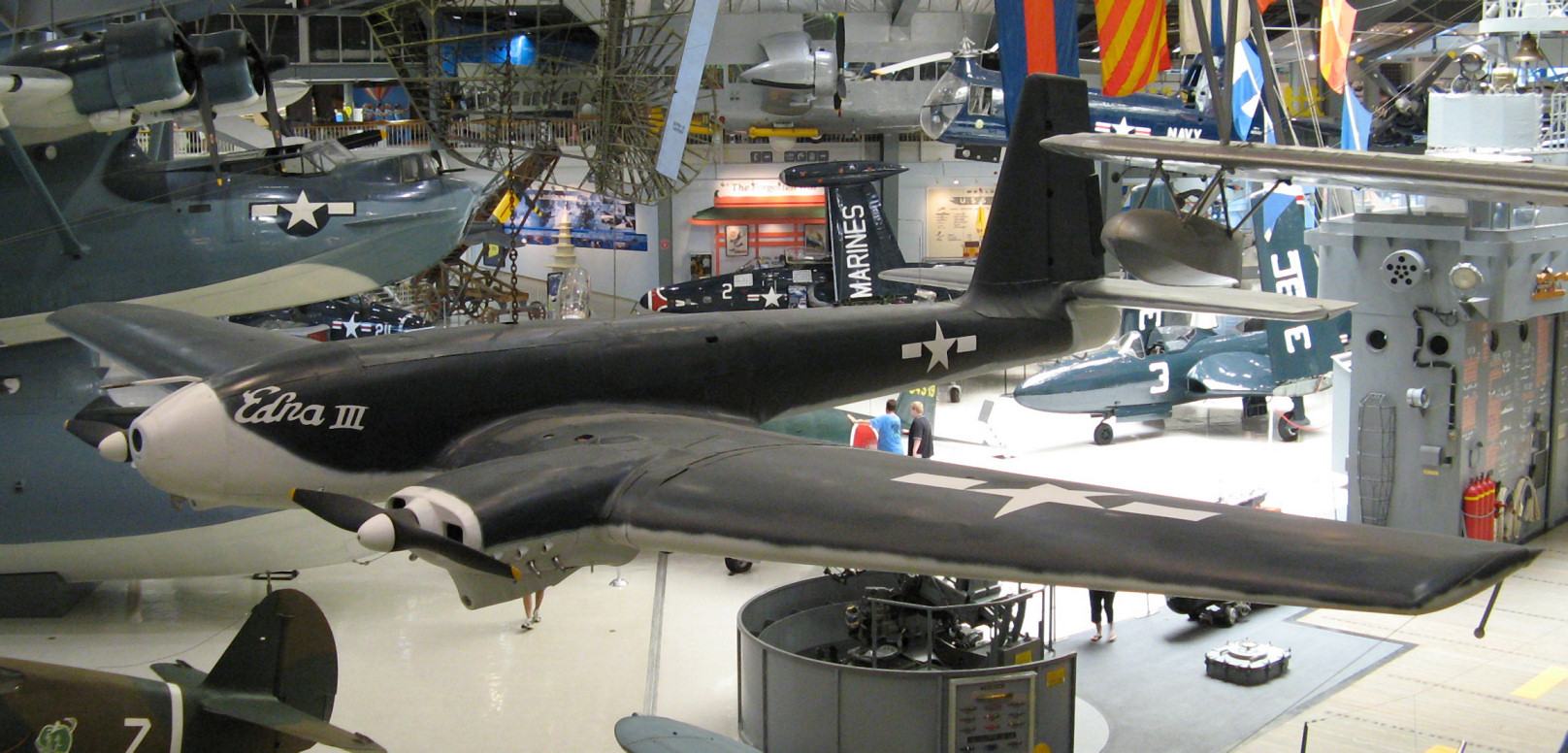
Interstate TDR-1 em exibição no Museu Nacional de Aviação Naval

- Forças Aéreas do Exército dos Estados Unidos
- Marinha dos Estados Unidos

## Aeronaves em exibição
Um único exemplar do TDR-1 sobreviveu e está em exibição no Museu Nacional de Aviação Naval da Marinha dos Estados Unidos em Pensacola (Flórida).